# Gottleitsberg
Gottleitsberg ist eine Ortschaft in der Marktgemeinde Altlengbach im Bezirk St. Pölten-Land, Niederösterreich.

## Geografie
Die Ortschaft befindet sich östlich von St. Pölten in den Niederösterreichischen Voralpen und am westlichen Ende des Wienerwaldes. Der Ort ist über eine Straße via Leitsberg erreichbar. Diese Straße endet kurz danach in Haagen. Am 1. Jänner 2024 zählte die Ortschaft 13 Einwohner.

## Geschichte
Laut Adressbuch von Österreich waren im Jahr 1938 in Gottleitsberg drei Landwirte mit Direktvertrieb ansässig.